# Moviment Popular Democràtic de Gambella
El Moviment Popular Democràtic de Gambella/Gambella People's Democratic Movement GPDM (Amharic: የጋምቤላ ሕዝቦች ዴሞክራሲያዊ ንቅናቄ? Yä-Gambella Həzbočč Demokrasiyawi Nəqnaqe) o Moviment Popular Democràtic Unit de Gambella/Gambella People's Unity Democratic Movement, GPUDM és un partit polític de Gambella a Etiòpia, creat el 2003 com a coalició per decisió del govern federal etíop.
El 2002, després d'anys de conflicte especialment entre anuaks i nuers, el govern federal va dissoldre el Front Democràtic Popular de Gambella i els altres partits polítics de l'estat i el 2003 va ordenar establir partits de base ètnica:
- APDO (the Anywaa [Anuak] People Democratic Organisation), representant dels anuaks i komos
- NPDO (Nuer People Democratic Organisation), representant dels nuers i opos
- MPDO (Majangir People Democratic Organisation), representant dels majangirs

Aquestos partits van formar coalició com a GPDM (Gambella People Democratic Movement). Administrativament la regió es va reorganitzar en dos zones i una woreda especial, reduint els districte de nou a sis (els tres abolits eren de majoria anuak, destacant el districte d'Itang que fou repartit entre anuaks i nuers).
A les eleccions legislatives de 15 de maig de 2005 va aconseguir els tres escons de l'estat de Gambella; a les regionals de l'agost del 2005 va aconseguir 81 dels 82 escons de la regió. El cap del GPDM Omod Ubong (o Obong) Olom, va ascendir a la presidència regional. A les legislatives del 23 de maig del 2010 va tornar a obtenir els tres escons de Gambella i a les regionals del mateix dia va aconseguir els 156 escons de l'assemblea regional.